# As (zespół muzyczny)
As – polski zespół muzyczny wykonujący disco polo, założony w 1992 roku.

## Historia zespołu
Zespół As powstał w 1992 roku z inicjatywy Sławomira Trofimiuka, Andrzeja Sadowskiego i Jarosława Borowika.
W swojej dyskografii zespół ma 7 albumów i liczne przeboje, w tym m.in.: „Szkoda łez”, „Na Miami”, „Na zamku”, „Smutne oczy”, „Czarny kot”, „W dyskotece”, „Jedzie karawana”, „Było mi źle”, „Dziewczyno” czy „Szalona miłość”.
W zespole pracują: Sławomir Trofimiuk i Mirosław Ciesnowski.
Po 18 latach przerwy, zespół As wrócił do nagrywania piosenek. Pierwszym nagranym singlem, po wznowieniu działalności przez zespół, był utwór „Szalona miłość”, którego premiera miała miejsce w lipcu 2017 roku. 25 stycznia 2022 zmarł były członek zespołu, Jerzy Jurowiec.

## Dyskografia

### Albumy
| Tytuł                 | Rok  | Certyfikat | Sprzedaż |
| --------------------- | ---- | ---------- | -------- |
| Jeduć Harackija       | 1995 |            |          |
| Szkoda łez            | 1996 |            |          |
| Worożka               | 1997 |            |          |
| Na Miami              | 1997 |            |          |
| AS Dla was            | 1998 |            |          |
| Pieśni Naszych Baćkou | 2008 |            |          |
| Zatańczmy jeszcze raz | 2019 |            |          |

### Single
| Szalona miłość               | 2017 | — | 29 |  |  |
| Smutne oczy                  | 2018 | — | 12 |  |  |
| "—" singel nie był notowany. |      |   |    |  |  |